# Malacanthus brevirostris
Malacanthus brevirostris är en fiskart som beskrevs av Guichenot, 1848. Malacanthus brevirostris ingår i släktet Malacanthus och familjen Malacanthidae. Inga underarter finns listade i Catalogue of Life.